# Nautilus (serie de televisión)
Nautilus es un drama televisivo de aventuras británico de diez episodios creado por James Dormer. Es una reinvención de la novela de Julio Verne de 1870 , Veinte mil leguas de viaje submarino, que presenta la historia del origen del Capitán Nemo, un príncipe indio convertido en científico cruzado.
En agosto de 2023, una vez finalizado el rodaje, se anunció que Disney+, el distribuidor original, no lanzaría la serie. En agosto de 2024, Amazon Prime Video adquirió la serie para su distribución en el Reino Unido e Irlanda, donde la serie se estrenó el 25 de octubre de 2024.

## Premisa
El año es 1857, y la Compañía Mercantil Británica de las Indias Orientales actualmente ejerce más poder que cualquier nación en la Tierra, gracias a sus ejércitos y armadas privados, mientras roba las riquezas de las naciones que ha sometido. En Kalpani, India, la Compañía está construyendo en secreto un enorme barco sumergible, el Nautilus, utilizando mano de obra esclava de la prisión colonial. Aunque originalmente fue diseñado como un buque de exploración submarina, la Compañía pretende armar el Nautilus y utilizarlo como un nuevo tipo de buque de guerra. Uno de los prisioneros obligados a construir el Nautilus es Nemo, quien también diseñó los motores del Nautilus, pero quien también ha estado planeando un levantamiento de prisioneros para apoderarse del Nautilus y usarlo para escapar. Sin embargo, cuando se anuncian los planes para que el Nautilus parta hacia Bombay días antes de lo esperado, Nemo y sus seguidores logran tomar con éxito el Nautilus y escapar al mar. Ahora perseguido por la Compañía Mercantil de las Indias Orientales y su vengativo Director Crawley, quienes quieren recuperar el Nautilus y matar a Nemo, Nemo y su variopinta tripulación navegan bajo los mares en una misión de retribución y venganza para destruir por completo el poder de la Compañía... y la propia Compañía.

## Elenco

### Principal/regular
- Shazad Latif como el Capitán Nemo[5]
- Georgia Flood como Humility Lucas
- Thierry Frémont como Gustave Benoit
- Pacharo Mzembe como Bonifacio
- Arlo Green como Turan
- Tyrone Ngatai como Kai
- Ling Cooper Tang como Suyin
- Andrew Shaw como Jiacomo
- Ashan Kumar como Ranbir
- Chum Ehelepola como Jagadish
- Céline Menville como Loti
- Cameron Cuffe como Lord Pitt
- Kayden Price como Blaster
- Damien Garvey como director Crawley
- Benedict Hardie como Cuff
- Jacob Collins-Levy como el capitán Youngblood
- Luke Arnold como el capitán Billy Millais
- Darren Gilshenan como Punch

### Huéspedes
- Richard E. Grant como líder de Karajaan
- Anna Torv como Revna
- Leeanna Walsman como Hilda
- Noah Taylor como el Capitán Mogg
- Muki Zubis como Casamir
- Adolphus Waylee como Absalom Boston

## Producción

### Desarrollo
En agosto de 2021, se anunció que Disney+ había ordenado Nautilus, una serie de televisión de diez episodios sobre el origen del Capitán Nemo y su submarino, el Nautilus. James Dormer escribe la serie y también se desempeña como productor ejecutivo junto a Xavier Marchand, Anand Tucker y Johanna Devereaux. Moonriver TV y Seven Stories producen la serie. Michael Matthews se incorporó como director en noviembre de 2021. Cameron Welsh se unió como productor de la serie y Chris Loveall se unió como productor ejecutivo en febrero de 2022; Colleen Woodcock y Daisy Gilbert se agregaron como productoras ejecutivas un año después.

### Fundición
Shazad Latif fue elegido para interpretar al Capitán Nemo en noviembre de 2021. En febrero de 2022, Georgia Flood, Thierry Frémont, Pacharo Mzembe, Arlo Green, Tyrone Ngatai, Ling Cooper Tang, Andrew Shaw, Ashan Kumar, Chum Ehelepola, Céline Menville, Kayden Price y Damien Garvey fueron elegidos. En mayo de 2022, Richard E. Grant se unió al elenco como estrella invitada. Muki Zubis, Benedict Hardie, Jacob Collins-Levy, Adolphus Waylee, Cameron Cuffe y Luke Arnold también se unieron al elenco.

### Rodaje
El rodaje comenzó a mediados de febrero de 2022 en Village Roadshow Studios en Gold Coast, Queensland. Se esperaba que la serie finalizara en enero de 2023. La serie se filmó en el Old Museum de Brisbane en mayo de 2022, y en el Parlamento de Queensland en septiembre. El rodaje estaba previsto inicialmente para comenzar en diciembre de 2021. Ben C. Lucas dirigió los episodios 5, 6 y 7, mientras que Isabelle Sieb dirigió 3 episodios de la serie.

## Liberar
Nautilus es distribuida mundialmente por Disney Entertainment. Originalmente estaba previsto que se transmitiera en Disney+ en el Reino Unido antes de que se anunciara que no seguiría adelante con la serie. Se emitió por primera vez en SVT Play en Suecia el 12 de junio de 2024.
En octubre de 2023, AMC anunció que había adquirido la serie para su transmisión en Estados Unidos y Canadá.
En agosto de 2024, Amazon Prime Video adquirió la serie para su estreno en Reino Unido e Irlanda, donde se estrenó el 25 de octubre de 2024. Todos los episodios se lanzaron simultáneamente y el director de los últimos tres episodios publicó que había encabezado la lista de Amazon Prime en esa región. En otros países europeos, la serie completa se estrenó el 18 de octubre de 2024. (Excepto en Francia, donde se estrenó el 12 de agosto de 2024 en el canal France 2)
El 26 de septiembre de 2024, Stan anunció que adquirió la serie. El 1 de octubre, Stan anunció que el programa se estrenaría el 25 de octubre, simultáneamente con Prime Video.